# Formula Libre

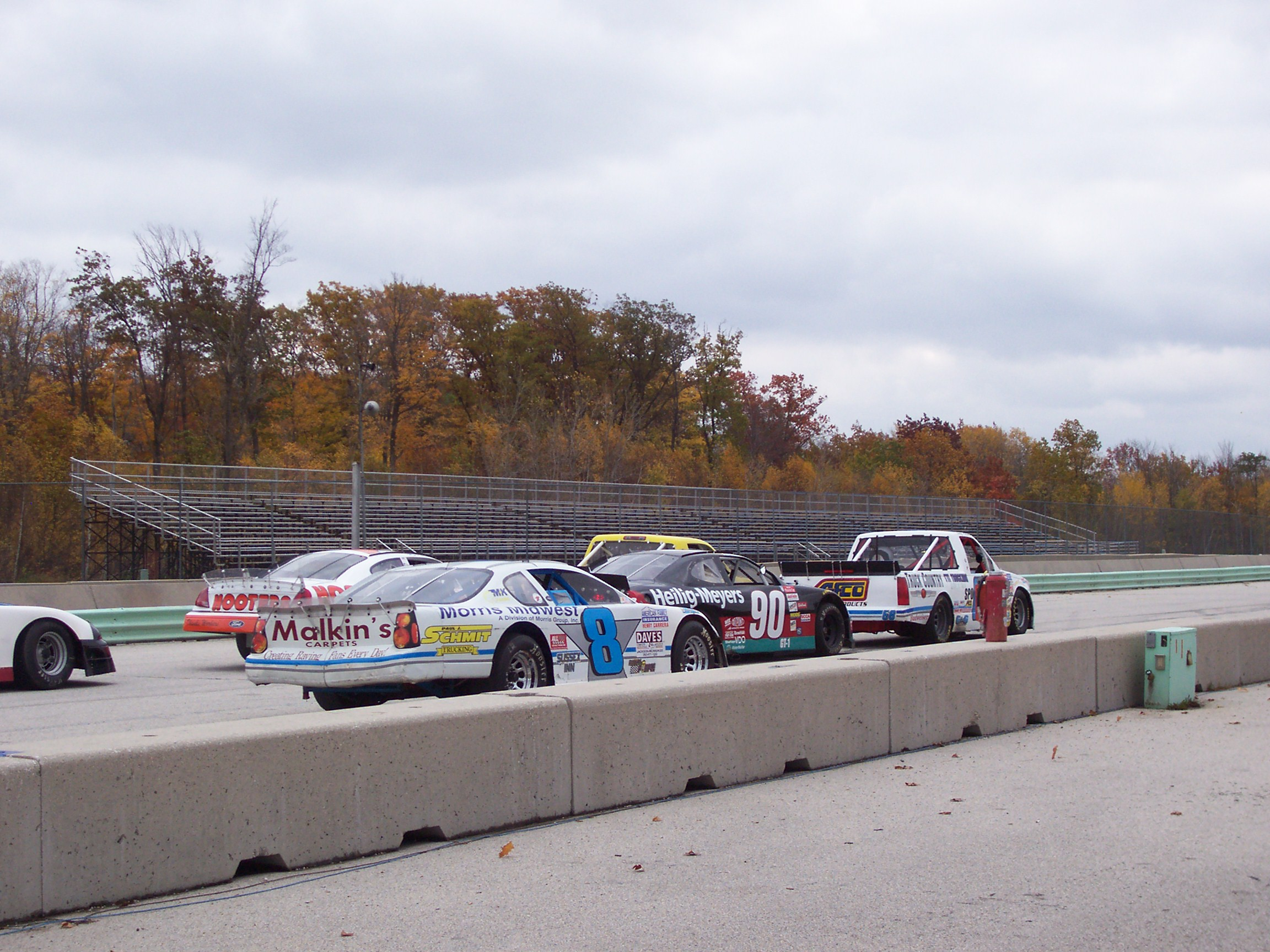
Schieramento di tipo Formula Libre sulla griglia di partenza prima di una gara di esibizione a Road America. L'evento ha visto la partecipazione di veicoli NASCAR Cup e Truck Series contro modelli locali recenti e altre stock car.

La Formula Libre, noto anche come Formule Libre, è una forma di corsa automobilistiche che consente a un'ampia varietà di auto da corsa appositamente costruite di competere "testa a testa", pur differenziandosi per tipo, anno di costruzione e marchio. Questo può creare alcuni abbinamenti interessanti e offre l'opportunità di avere prestazioni di guida entusiasmanti contro macchine superiori. Il nome si traduce in "Formula libera", infatti nelle gare di Formula Libre gli unici regolamenti coprono tipicamente le basi come l'equipaggiamento di sicurezza.

## Storia
Nel 1932, Louis Chiron vinse il Gran Premio di Nizza a bordo di una Bugatti T51, seguito a soli 3,4 secondi da Raymond Sommer su un'Alfa Romeo Monza con il terzo posto di René Dreyfus, anche lui su una Bugatti T51. Nel 1933 la gara fu vinta da Tazio Nuvolari su Maserati 8C, seguito da René Dreyfus su Bugatti e Guy Moll su Alfa Romeo Monza. Nel 1934 la gara fu nuovamente vinta da un italiano su Alfa Romeo Tipo B, nientemeno che dal miglior pilota della stagione, Achille Varzi . L'ultima stagione con un Gran Premio a Nizza fu nel 1935, quando le Alfa Romeo Tipo B dominarono il circuito guidate da Tazio Nuvolari e Louis Chiron, secondi, e René Dreyfus, terzo.
Più di recente, la formula British Open Single Seaters (BOSS) ha creato gli equivalenti EuroBOSS  e USBOSS , segnalando il riemergere degli eventi di Formula Libre. I puristi delle corse sono giunti ad abbracciare la Formula Libre come alternativa alla crescente preponderanza delle serie di corse specifiche, e un certo numero di veicoli della competizione è formato da auto le cui serie monomarca sono state interrotte.
La Formula Libre ha fornito ad alcuni giovani piloti ambiziosi un'alternativa alle serie con costi competitivi più elevati e prestazioni inferiori. Più di recente, il British Racing Drivers' Club (BRDC) del Regno Unito ha assegnato il premio Rising Star al campione EuroBOSS 2004 Scott Mansell Archiviato il 29 gennaio 2011 in Internet Archive. .
Il concept è probabilmente il più antico nelle corse automobilistiche:
- Le corse del Gran Premio adottarono brevemente la Formula Libre, a partire dal 1928.
- Le corse di Formula Libre sono attualmente molto popolari in Sud Africa.
- L'Interserie tedesca funziona come una Formula Libre, mescolando auto da formula monoposto con prototipi da corsa sportiva.
- Il Watkins Glen Grand Prix Race Course ha ospitato una gara di Formula Libre dal 1958 al 1960 come preludio per diventare la sede del Gran Premio degli Stati Uniti di Formula Uno.
- L'USAC ha tenuto una famosa gara di Formula Libre all'Indianapolis Raceway Park nel 1962.
- La Formula Libre è una classe popolare nelle corse storiche o vintage.
- Lime Rock Park ha tenuto una famosa gara di Formula Libre nel 1959, dove Rodger Ward ha scioccato le più costose vetture sport battendole sul percorso stradale in un'auto nana con motore Offenhauser, normalmente considerata competitiva solo per le piste ovali .
- Il Questor Grand Prix del 1971 è stata una gara inter-serie molto frequentata dai team di Formula 1 e Formula 5000, con i migliori piloti che hanno corso all'Ontario Motor Speedway della California.
- La corsa Rothmans 50000 del 1972 ha permesso a quasi tutti i tipi di monoposto o di prototipi sport di correre in una 300 miglia (480 km) a Brands Hatch, in competizione per un montepremi di £ 50.000 (molto più della maggior parte dei Gran Premi del periodo). La maggior parte della griglia era composta da vetture di Formula 1 e Formula 5000, con alcuni esemplari di Formula 2 e qualche veicolo più strano ed esotico.[2]
- Le gare di Formula Libre di solito chiudevano il programma agli appuntamenti dei club britannici negli anni '70, consentendo la partecipazione non solo alle auto che non rientrravano in nessuna delle classi che correvano quel giorno, ma anche dando ai piloti di auto formula un'altra possibilità di correre.